# Jean-Frédéric Chaillet
Jean-Frédéric Chaillet (Neuchâtel, 9 augustus 1747 – aldaar, 29 april 1839) was een militair in Franse dienst en werd door zelfstudie botanicus, mycoloog en lichenoloog in het Zwitsers kanton Neuchâtel.

## Levensloop
Jean-Frédéric Chaillet was afkomstig van de patriciërsfamilie Chaillet die meerdere staatsraden voortbracht voor het kanton Neuchâtel.
In 1747, aan de leeftijd van twintig jaar, trad hij in dienst van Zwitserse regimenten die vochten voor de koning van Frankrijk. Van het jaar 1747 tot in het jaar 1791, in de nadagen van de bestorming van de Bastille in de Franse Revolutie, was hij een officier in dienst van de Franse Kroon. Zo vocht hij in de periode 1794-1786 op Corsica, waar de Zwitsers vochten onder het commando van de Franse gouverneur van het eiland, graaf Charles Louis de Marbeuf. In Corsica interesseerde hij zich voor het eerst voor botanica. Nadien was Chaillet gekazerneerd in Parijs en Nancy. Omdat hij de zin van nog meer militaire dienst voor de Franse Kroon niet meer inzag, gaf hij zijn ontslag in 1791. Franse officieren wilden hem houden doch hij wilde niet meer, en dit na 24 jaar dienst. Hij had de graad van luitenant alsook van dienstdoend kapitein. Toen de officieren hem vroegen zijn ereteken van Militaire verdienste terug te geven, weigerde hij dit terug te geven. Hij keerde naar Zwitserland terug.
In Neuchâtel begon Chaillet door zelfstudie aan de studie van planten, schimmels, mossen en sporenplanten in het algemeen. Met een zin voor precisie en onderzoek werkte hij aan een systematische beschrijving. Hij besteedde de rest van zijn leven aan dit wetenschappelijk werk. Van zijn quasi vijftig jaren wetenschappelijk onderzoek heeft hij niets gepubliceerd. Wel heeft hij zijn talrijke aantekeningen gedeeld met de bekendste mycologen van zijn tijd. Het gaat onder meer om Augustin Pyramus de Candolle, Christiaan Hendrik Persoon en Jean-François-Aimé-Philippe Gaudin. Hij voegde 134 plantensoorten toe aan de catalogus van Jean-Antoine d’Ivernois.
Zijn eigen notities en de correspondentie met deze geleerden zijn bewaard gebleven. Aan het einde van zijn leven werd Chaillet blind en doof. Chaillet stierf in 1839 negentig jaar oud. Hij was ongehuwd. Zijn archief liet hij overmaken aan het Muséum d’histoire naturelle van de stad en aan de botanische afdeling van de universiteit van Neuchâtel. 

## Eerbetoon
- Augustin Pyramus de Candolle gaf de naam Chaillet aan de Chailletiaceae, een familie van planten in Zuid-Amerika, en aan de plantensoort Chailletia, vandaag Dichapetalum genoemd.
- Vijf schimmels dragen of droegen in het verleden in hun naam het epitheton Chaillet:[5]
  - Thelephora chailletii Pers., vandaag Amylostereum chailletii
  - Diaporthe chailletii Nitschke
  - Peziza chailletii Pers., vandaag Pyrenopeziza chailletii
  - Lepidoderma chailletii Rostaf., vandaag Polyschismium chailletii
  - Phragmotrichum chailletii